# لويس غيلبرت
لويس غيلبرت (بالإنجليزية: Lewis Gilbert)‏ هو ممثل بريطاني، ولد في 1862.

## وصلات خارجية
- لويس غيلبرت على موقع IMDb (الإنجليزية)
- لويس غيلبرت على موقع قاعدة بيانات الفيلم (الإنجليزية)